# Pseudotriphyllus vicarius
Pseudotriphyllus vicarius är en skalbaggsart som beskrevs av Henri de Peyerimhoff 1913. Pseudotriphyllus vicarius ingår i släktet Pseudotriphyllus och familjen vedsvampbaggar. Inga underarter finns listade i Catalogue of Life.